# إيفا دهلبك
إيفا دهلبك (بالسويدية: Eva Dahlbeck)‏ هي مترجمة وكاتِبة وممثلة سويدية، ولدت في 8 مارس 1920 في السويد، وتوفيت بنفس المكان في 8 فبراير 2008. من الجوائز التي نالتها جائزة أوجين أونيل ‏.

## أعمال

### أفلام
- (1955) ابتسامات ليلة صيف

## جوائز
- جائزة أوجين أونيل [الإنجليزية]‏

## وصلات خارجية
- إيفا دهلبك على موقع IMDb (الإنجليزية)
- إيفا دهلبك على موقع ألو سيني (الفرنسية)
- إيفا دهلبك على موقع ميوزك برينز (الإنجليزية)
- إيفا دهلبك على موقع أول موفي (الإنجليزية)
- إيفا دهلبك على موقع قاعدة بيانات الأفلام السويدية (السويدية)
- إيفا دهلبك على موقع قاعدة بيانات الفيلم (الإنجليزية)
- إيفا دهلبك على موقع كينوبويسك (الروسية)